# Schron turystyczny

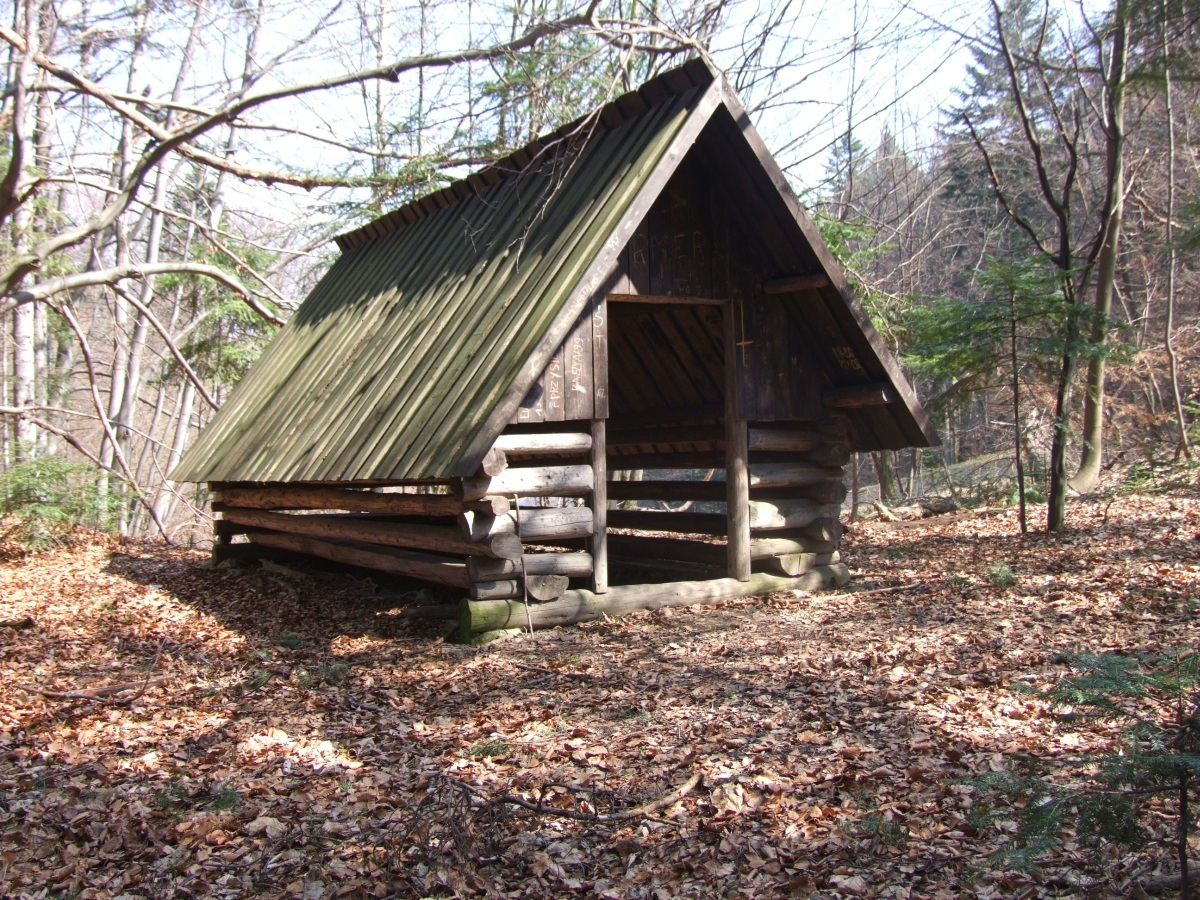
Schron na Przełęczy Burzana w Pieninach

Schron turystyczny – niewielki obiekt wybudowany dla potrzeb turystów, najczęściej w górach.
Pierwsze schrony pojawiły się już w XVIII wieku, wiele w I połowie wieku XIX (jednym z pierwszych w Beskidach był schron na Babiej Górze, powstały dla arcyksięcia Józefa Habsburga, palatyna Węgier, w 1806). Schrony miały najczęściej formę drewnianej chatki z miejscem na ognisko, czasem również z miejscami do spania i prymitywną kuchnią. Podstawową funkcją była możliwość schronienia w razie nagłego pogorszenia pogody – nie były przeznaczone do długotrwałego pobytu, w przeciwieństwie do schronisk turystycznych.
W późniejszych okresach budowano również solidniejsze schrony z kamienia lub innego trwałego materiału. W początkach wieku XX często korzystali z nich narciarze. Ponieważ zazwyczaj pozbawione były stałego opiekuna wielokrotnie zostały zniszczone lub obrabowane. Po II wojnie światowej schrony stopniowo zostały wypierane przez schroniska (często schroniska budowano w miejscu dawnego schronu, jak na Hali Łabowskiej). Prymitywne warunki w schronach sprawiły, że turyści odwiedzali je coraz mniej chętnie – obecnie rzadko występują w polskich górach. Czasem pełnią funkcję bufetów.
Schrony można spotkać w zagranicznych pasmach górskich – wybudowano je z solidniejszych materiałów i ich standard jest stosunkowo wysoki. W niektórych miejscach przyjmują postać żelaznych kontenerów z miejscami do spania. 

## Dawne i obecne schrony na obecnym terytorium Polski
- Babia Góra – początek XIX wieku, schron przeznaczony dla arcyksięcia Józefa Habsburga, następnie połowa XIX wieku, tzw. "Losertówka",
- Borówkowa – schron "Belvedere", 1935-1941,
- Jawornica – schron PTT, 1938 – II wojna światowa (spłonął lub został rozebrany),
- Jaworzyna Krynicka – 1951-1960, powstał w fundamentach dawnego budynku gospodarczego spalonego schroniska, obecnie muzeum PTTK,
- Hala Łabowska – 1953-1973, obecnie schronisko,
- Przehyba – 1953-1958, obecnie schronisko,
- Przełęcz Płoszczyna – lata 70. XX wieku, później budynek służbowy Straży Granicznej,
- Romanka – 1912, zniszczony pod koniec I wojny światowej,
- Runek – 1925, spłonął w 1934, „Zochna”[1],
- Skrzyczne – 1924 - II wojna światowa, schron dla narciarzy,
- Zielony Staw Gąsienicowy – 1896-?